# Palazzo Bianco
Palazzo Bianco, detto anche palazzo Luca Grimaldi, o palazzo Brignole Sale, è un edificio storico italiano, sito in via Garibaldi 11, nel centro storico di Genova. È uno dei Palazzi dei Rolli che furono designati, al tempo della Repubblica di Genova, a ospitare gli ospiti di alto rango durante le visite di stato per conto del governo genovese.
L'edificio è fra i 42 palazzi dei rolli selezionati e dichiarati Patrimonio dell'umanità dall'UNESCO il 13 luglio 2006.
Ospita una sezione dei Musei di Strada Nuova, che comprendono anche Palazzo Rosso e Palazzo Doria-Tursi, specificamente dedicata alla pittura a Genova e in Liguria tra XVI e XVIII secolo, e con importanti sezioni di arte italiana, fiamminga e spagnola.

## Storia
Il palazzo, conosciuto come Palazzo Bianco in contrapposizione al seicentesco Palazzo Rosso che sorge di fronte, precedentemente appartenuto alla stessa famiglia Brignole-Sale, occupa il sito della dimora costruita tra il 1530 e il 1540 per Luca Grimaldi, membro di una delle più importanti famiglie genovesi, e in molti documenti fra cui l'iscrizione nel Patrimonio dell'umanità dell'UNESCO è tuttora indicato come Palazzo di Luca Grimaldi. Dal 1658 essa passò in proprietà alla famiglia Franchi de Candia e nel 1711 venne ceduta, dagli eredi di Federico De Franchi, a Maria Durazzo Brignole-Sale, vedova di uno dei due primi proprietari di Palazzo Rosso.
La nuova proprietaria, che intendeva destinarlo al nipote cadetto Gio. Giacomo, commissionò una radicale ristrutturazione del palazzo, che da allora fu denominato Bianco per il colore chiaro dei paramenti esterni. La ristrutturazione avvenne ad opera dell'architetto Giacomo Viano fra il 1714 ed il 1716, su ispirazione dell'adiacente Palazzo Tursi. L'architetto, autore delle facciate settecentesche che oggi si possono ammirare, spostò su Strada Nuova (odierna Via Garibaldi) l'ingresso principale che precedentemente si trovava sulla salita di san Francesco di Castelletto, in quanto il palazzo di Luca Grimaldi fu edificato precedentemente all'apertura di Strada Nuova.
Nel 1889, alla morte di Maria Brignole-Sale De Ferrari, duchessa di Galliera, ultima discendente della famiglia Brignole-Sale, il palazzo venne ereditato dal Municipio e, per volere di quest'ultima, destinato a galleria pubblica. Il Museo fu inaugurato in occasione del quattrocentenario della scoperta dell'America nel 1892.
A seguito delle pesanti distruzioni dovute al bombardamento alleato del 1942, fu riaperto al pubblico nel 1950 dopo un totale riordino delle collezioni dovuto alla direttrice Caterina Marcenaro e al riallestimento razionalista dell'architetto Franco Albini.

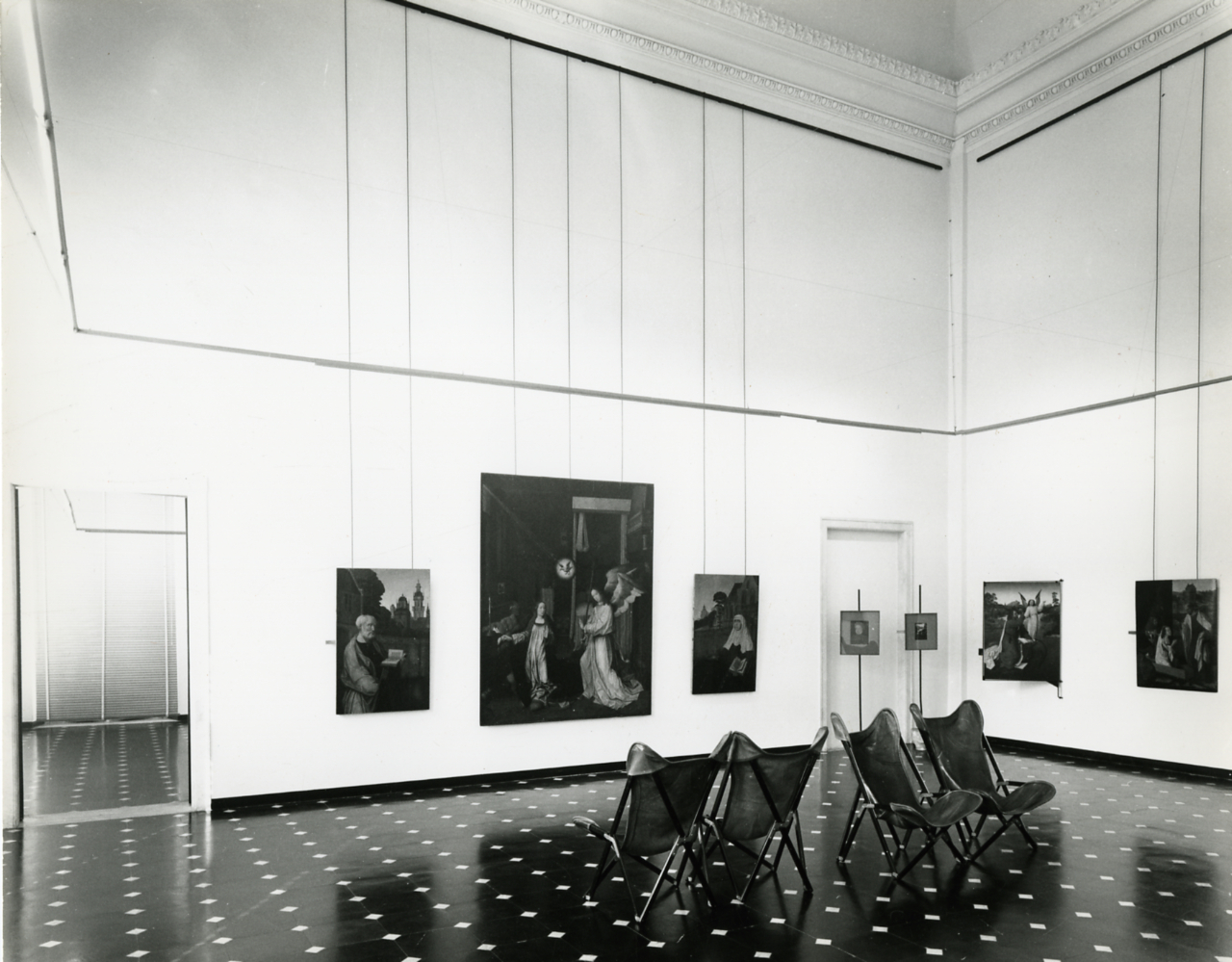
Franco Albini, Allestimento delle sale del Museo di Palazzo Bianco

Palazzo Bianco, foto storica del cortile

## La galleria di Palazzo Bianco
«Per la formazione di una pubblica galleria»: con queste parole, nel testamento del 1884, si trova l'intenzione della duchessa di Galliera di adibire il palazzo a museo civico, corroborata dalla destinazione a quella sede di un nucleo delle proprie raccolte. A partire dal 1892 si arricchì di altri legati e donazioni private e il municipio stesso intervenne con un'oculata politica di acquisti.
Dapprima ospitò diverse collezioni del Comune di Genova (oltre a dipinti e sculture, anche reperti archeologici, storici...) di cui un primo tentativo di riordino fu avviato da Gaetano Poggi, primo Assessore alle Belle Arti del Comune (1906-1908), ma solo quando la direzione venne assunta da Orlando Grosso (1928) si poté procedere al primo vero allestimento museale, sia trasferendo altrove le collezioni storiche, sia riordinando con criteri moderni e aggiornati tutte le opere delle collezioni artistiche. A seguito dei gravissimi danni riportati nel corso della Seconda guerra mondiale, e della ricostruzione ad opera del Genio Civile, Caterina Marcenaro, direttrice alle Belle Arti del Comune, elaborò un nuovo ordinamento avallato da una commissione composta da Orlando Grosso, Carla Mazzarello, assessore alle Belle Arti del Comune di Genova, Mario Labò, architetto, e da Franco Albini, architetto, il cui intervento per l'allestimento delle opere è considerato una delle opere più significative del razionalismo italiano. Il palazzo venne riaperto alla cittadinanza nel 1950.
Nel 1970 la stessa Caterina Marcenaro operò una nuova radicale trasformazione: in vista della costituzione del Museo di Sant'Agostino, destinato alle sculture e agli affreschi, Palazzo Bianco venne completamente riallestito esclusivamente come pinacoteca, che offre oggi una panoramica della pittura europea dal Cinquecento al Settecento, con opere di scuola genovese, fiamminga, francese e spagnola. Sono esposti dipinti cinquecenteschi di Filippino Lippi, Giorgio Vasari, Paolo Caliari detto il Veronese, Luca Cambiaso e un'importante collezione di pittura fiamminga e olandese dal XVI al XVIII secolo, con capolavori di Hans Memling, Gerard David, Jan Matsys, Peter Paul Rubens e Antoon van Dyck. Tra gli autori francesi e spagnoli del Sei-Settecento vi sono Francisco de Zurbarán, Bartolomé Esteban Murillo, Jusepe de Ribera e Simon Vouet.
L'attività degli autori del barocco genovese del XVII e XVIII secolo è documentata tra gli altri dalle opere del Grechetto, Bernardo Strozzi, Valerio Castello, Domenico Piola e dei figli Anton Maria e Paolo Gerolamo, Gregorio De Ferrari e Alessandro Magnasco. È presente inoltre dal 2009 la celeberrima scultura di Antonio Canova, la Maddalena penitente,  e che è stata collocata nell'adiacente Palazzo Tursi che, in collegamento diretto con Palazzo Bianco, accoglie le ultime sale del percorso di visita dei Musei di Strada Nuova.

## Giardini

### Giardino inferiore
Il palazzo, nella sua originaria fase cinquecentesca con ingresso principale su salita San Francesco, era dotato di un giardino più spazioso di quello attuale ed esteso su due lati: quello orientale, spazio ancora oggi esistente, e quello meridionale, che scomparve quando il palazzo divenne proprietà Brignole Sale nel 1711 e venne ricostruito nelle forme attuali.

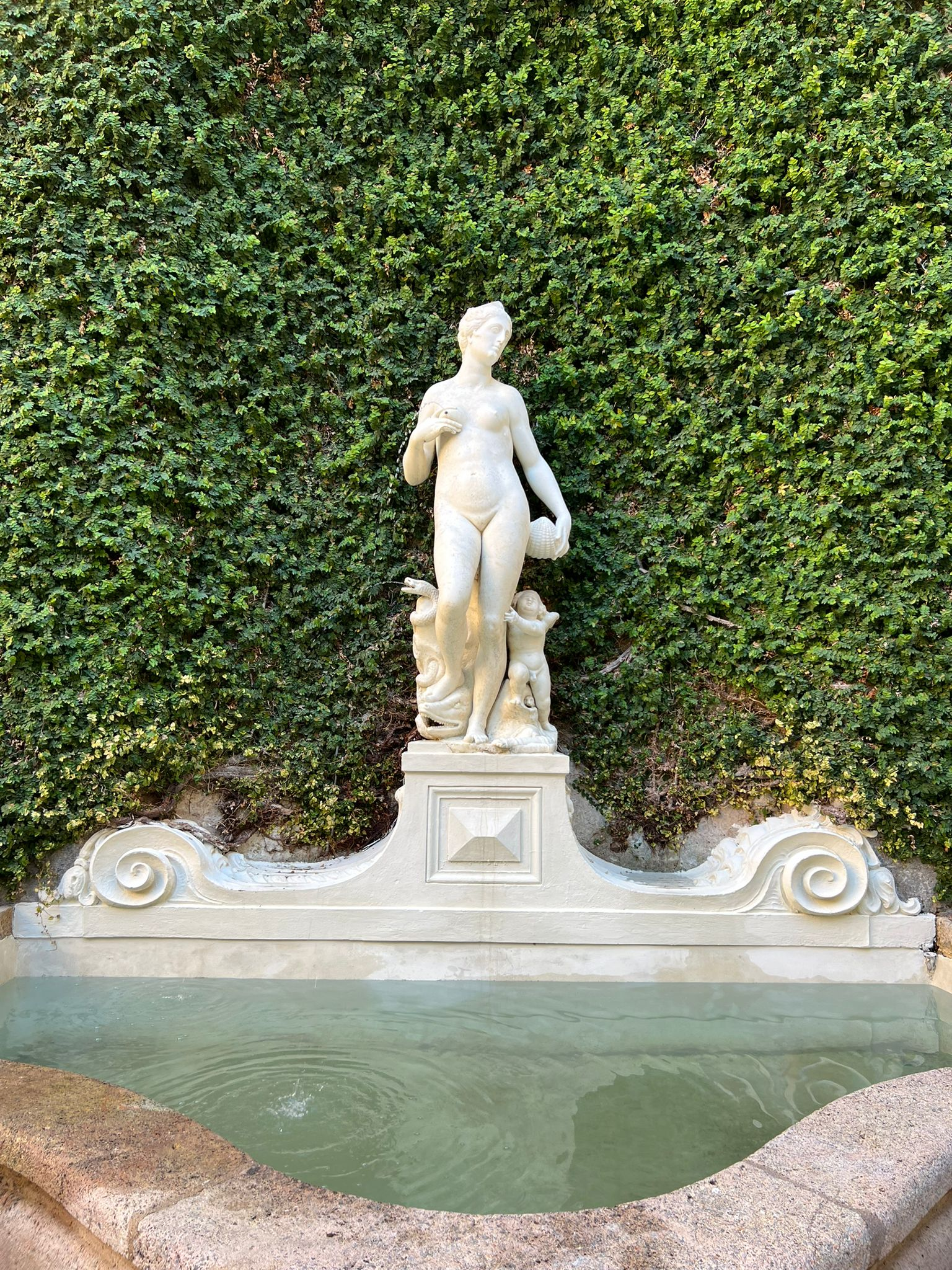
Vasca Polilobata con la statua della Venus pudica

Durante il rinnovamento settecentesco, il giardino assunse l'aspetto odierno. Tra gli elementi caratteristici si trovano i quattro parterre bordati di siepe di bosso, il risseu, una pavimentazione tipica genovese composta da un mosaico di ciottoli bianchi e neri, e la vasca ottagonale della fontana. Quest'ultima è sormontata da una statua di un fauno che soffia in una conchiglia, una sostituzione moderna dell’originale, ormai erosa dall'acqua. Alla fine dell’Ottocento lo spazio venne unito a quello del vicino Palazzo Tursi, creando un unico grande terrazzamento. Nella parte di Palazzo Tursi si affaccia una delle due logge simmetriche della dimora e dalla parte opposta si trova una vasca polilobata con la statua della Venus pudica, un tempo collocata nell'antico cortile di Palazzo Bianco.
Nel 2024 è stato effettuata un'opera di restauro che ha interessato entrambe le vasche, le statue settecentesche dei musici e la statua della Venus, il risseu, le panchine e il verde circostante.

### Giardino superiore
Il giardino superiore, visibile nel passaggio verso Palazzo Tursi, conserva visibili i resti monumentali di quella che fu una delle maggiori chiese gotiche cittadine, San Francesco di Castelletto, demolita definitivamente intorno al 1820. Di questa chiesa, che insieme al convento contiguo costituiva una delle più importanti fondazioni religiose della Genova medievale, sono ancora visibili arcate e colonne a rocchi bianchi e neri di una navata, letteralmente inglobate nella facciata dell’ottocentesco palazzo comunale retrostante il museo. Il giardino è completato da una terrazza che si affaccia sullo spazio verde sottostante e da cui è ben visibile Palazzo Rosso, collocato dall’altra parte della strada.

### Opere significative
- Luca Cambiaso, Madonna della candela; Autoritratto del pittore in atto di dipingere il ritratto di suo padre;
- Caravaggio, Ecce Homo;
- Matthias Stomer, Salomè con la testa del Battista
- Filippino Lippi, Pala di Francesco Lomellini, 1502-1503;
- Pier Francesco Mazzuchelli detto il Morazzone, Decollazione di san Giovanni Battista, 1612-1613
- Jan Massijs, Carità
- Hans Memling, Cristo benedicente;
- Peter Paul Rubens, Venere e Marte/allegoria dell'intemperanza;
- Antoon van Dyck, Vertummo e Pomona;
- Gerard David, Polittico della Cervara;
- Gioacchino Assereto, La morte di Catone
- Anton Maria Vassallo, la Fuga in Egitto
- Sinibaldo Scorza, Paesaggio con Erminia tra i pastori
- Simon Vouet, David con la testa di Golia;
- Bartolomé Esteban Murillo, Fuga in Egitto;
- Francisco de Zurbarán, Sant'Orsola, Sant'Eufemia;
- Paolo Veronese, Crocifissione, Susanna e i vecchioni[4];
- Palma il Giovane, Cristo e la samaritana, L'adultera;
- Giorgio Vasari, Ritratto di gentiluomo fiorentino;

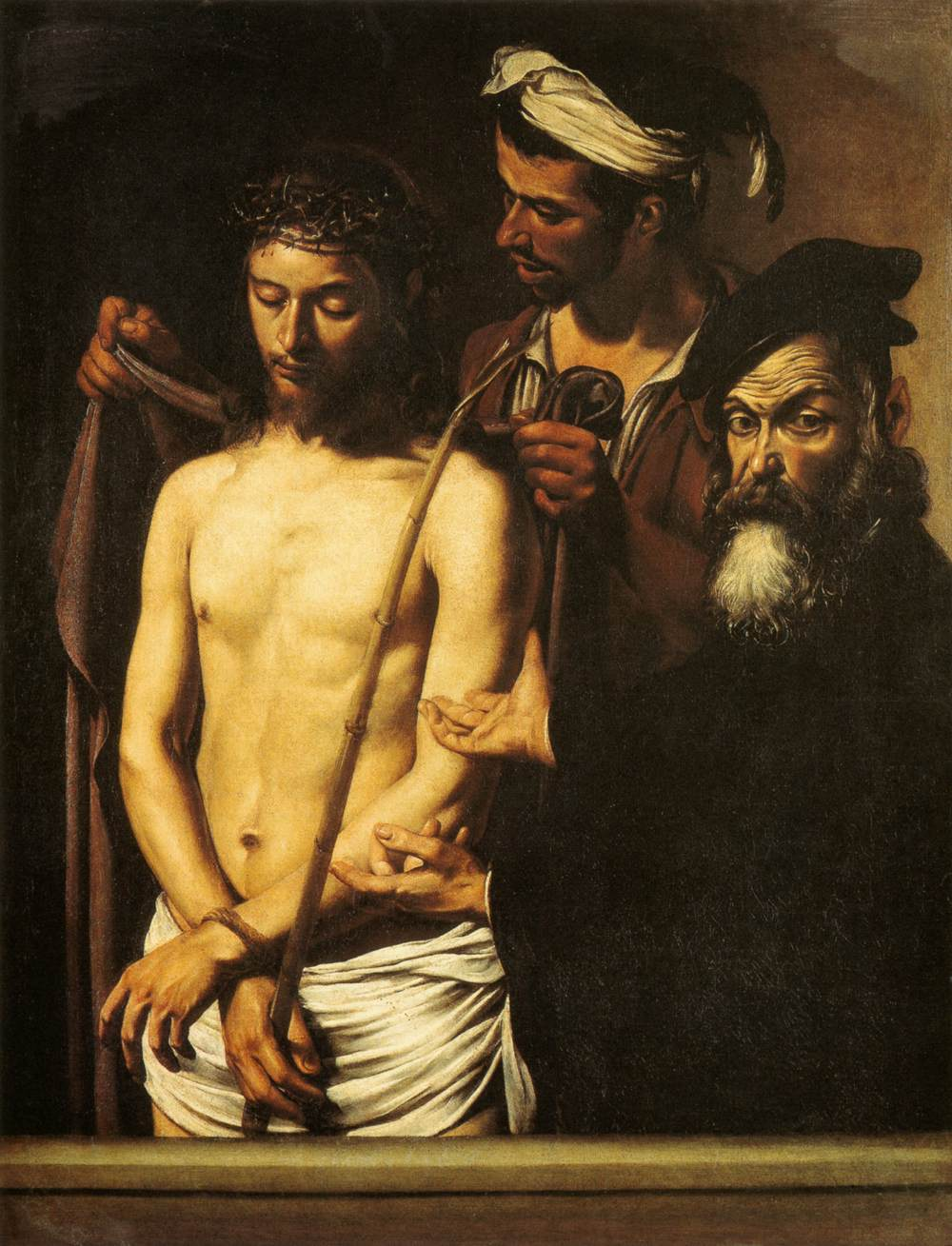
Caravaggio Ecce Homo olio su tela (1605)
Morazzone (Pier Francesco Mazzucchelli), Decollazione di san Giovanni Battista
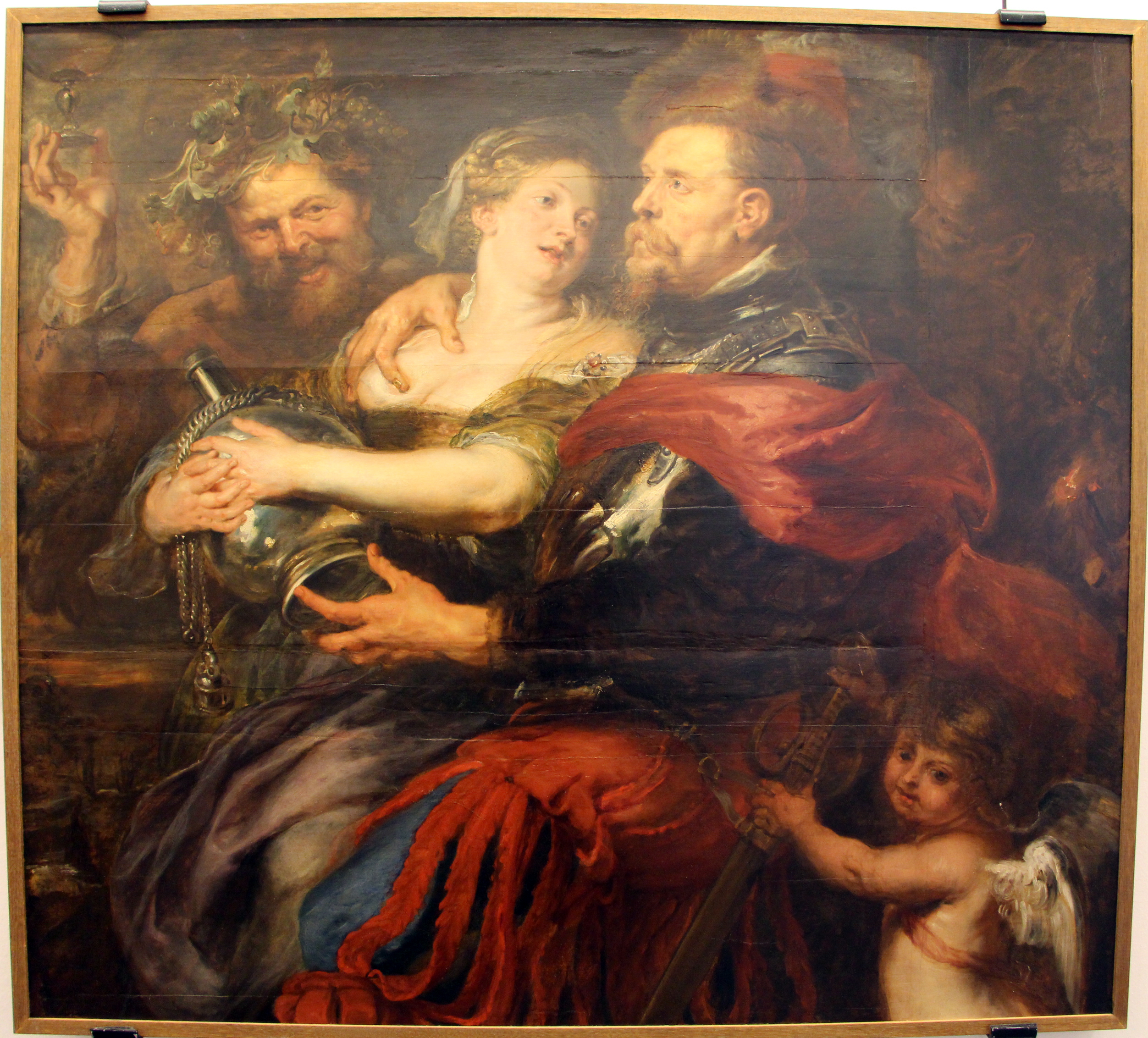
Pieter Paul Rubens, Venere e Marte/allegoria dell'intemperanza (1632-1635)
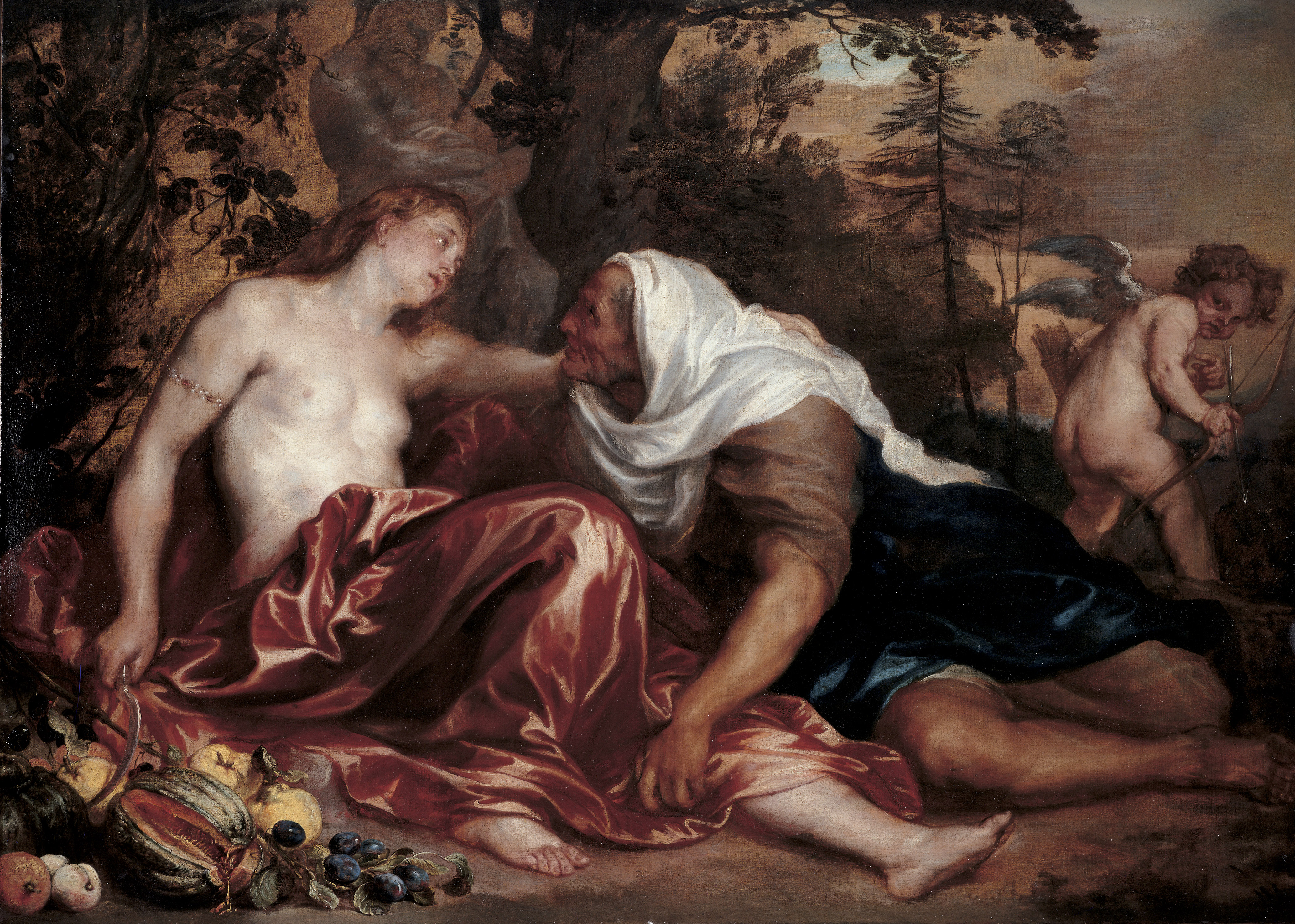
Antoon Van Dyck, Vertumno e Pomona
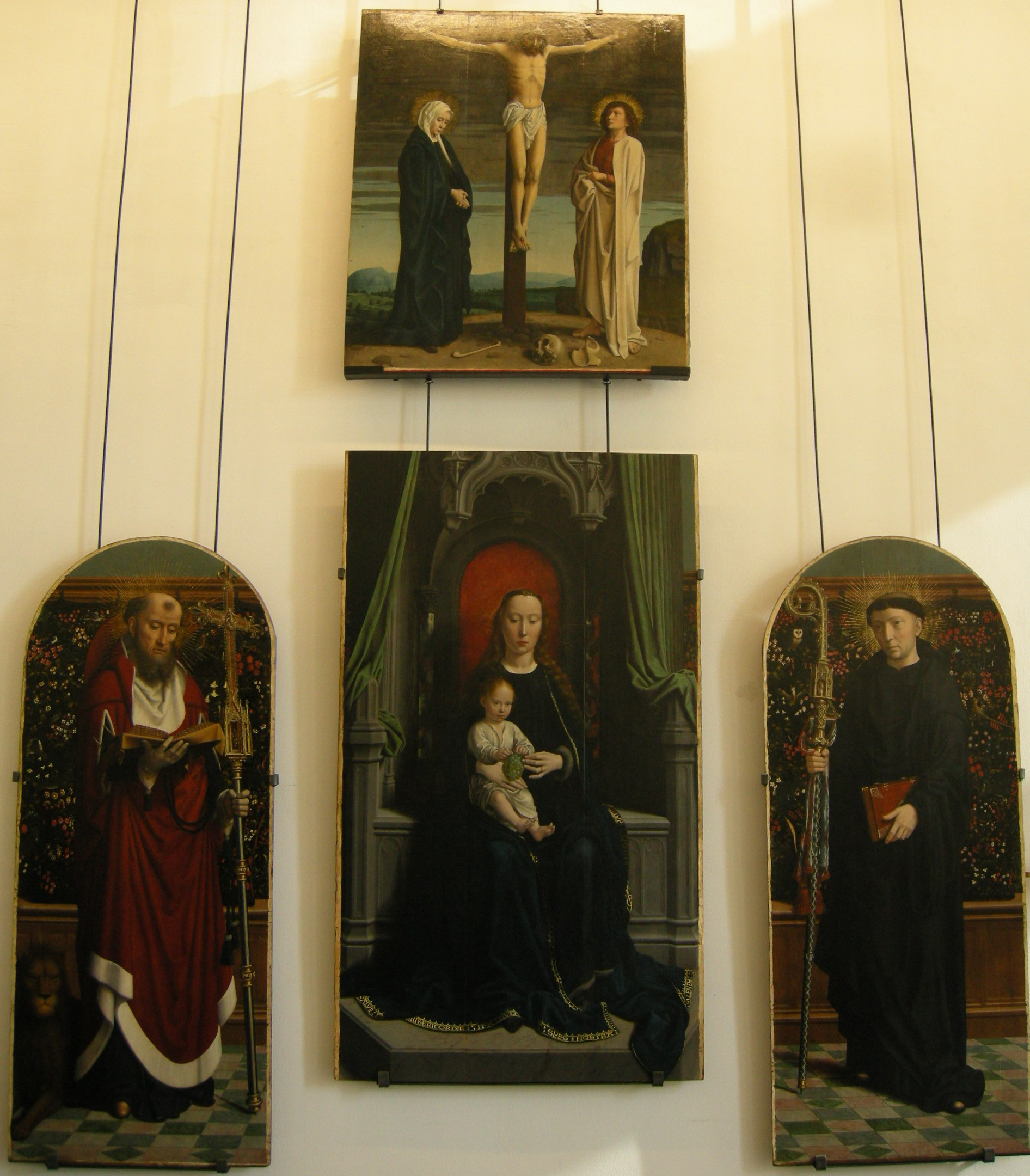
Gerard David, Polittico della Cervara,  1506-1510
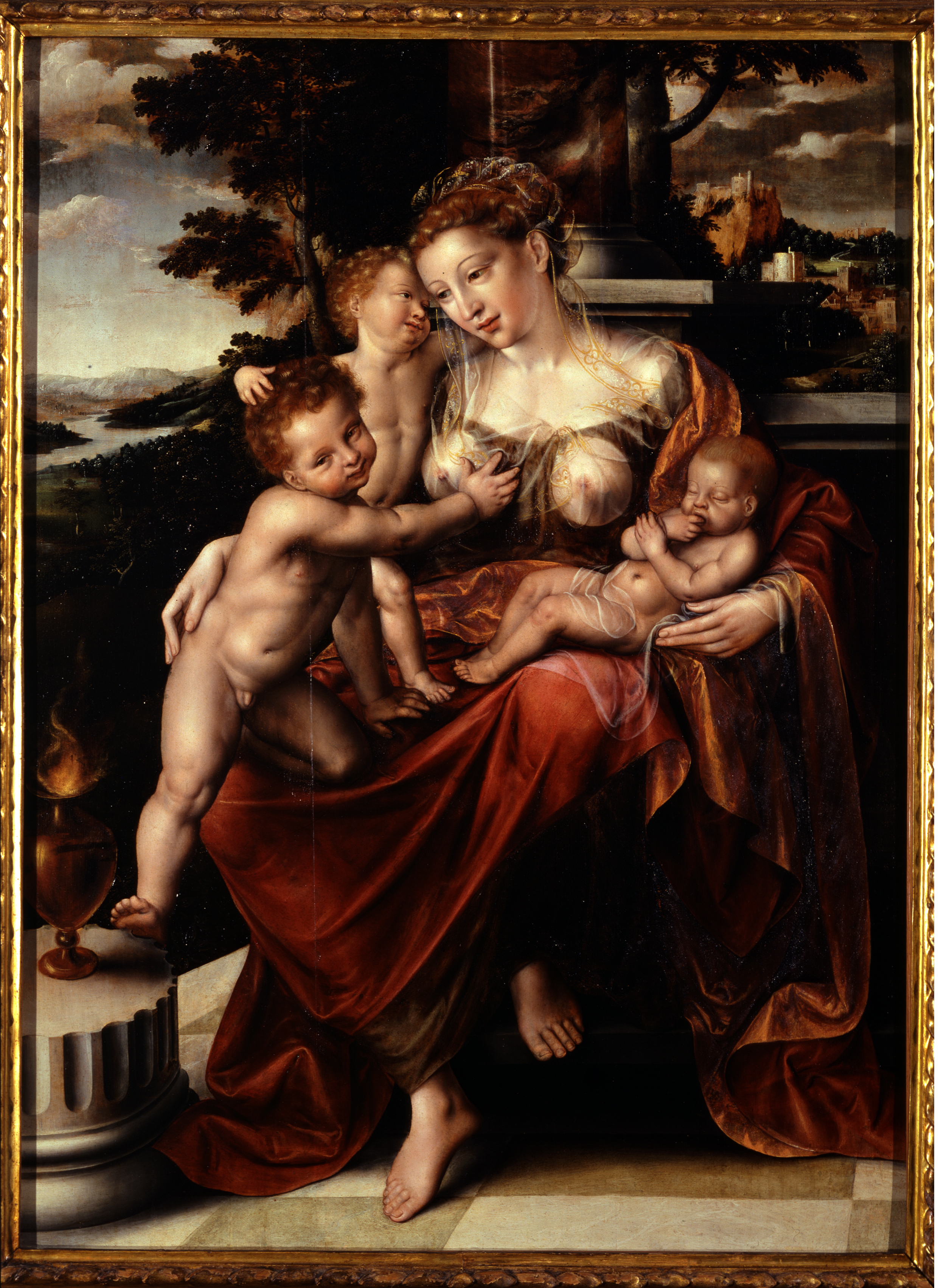
Jan Matsys, Carità
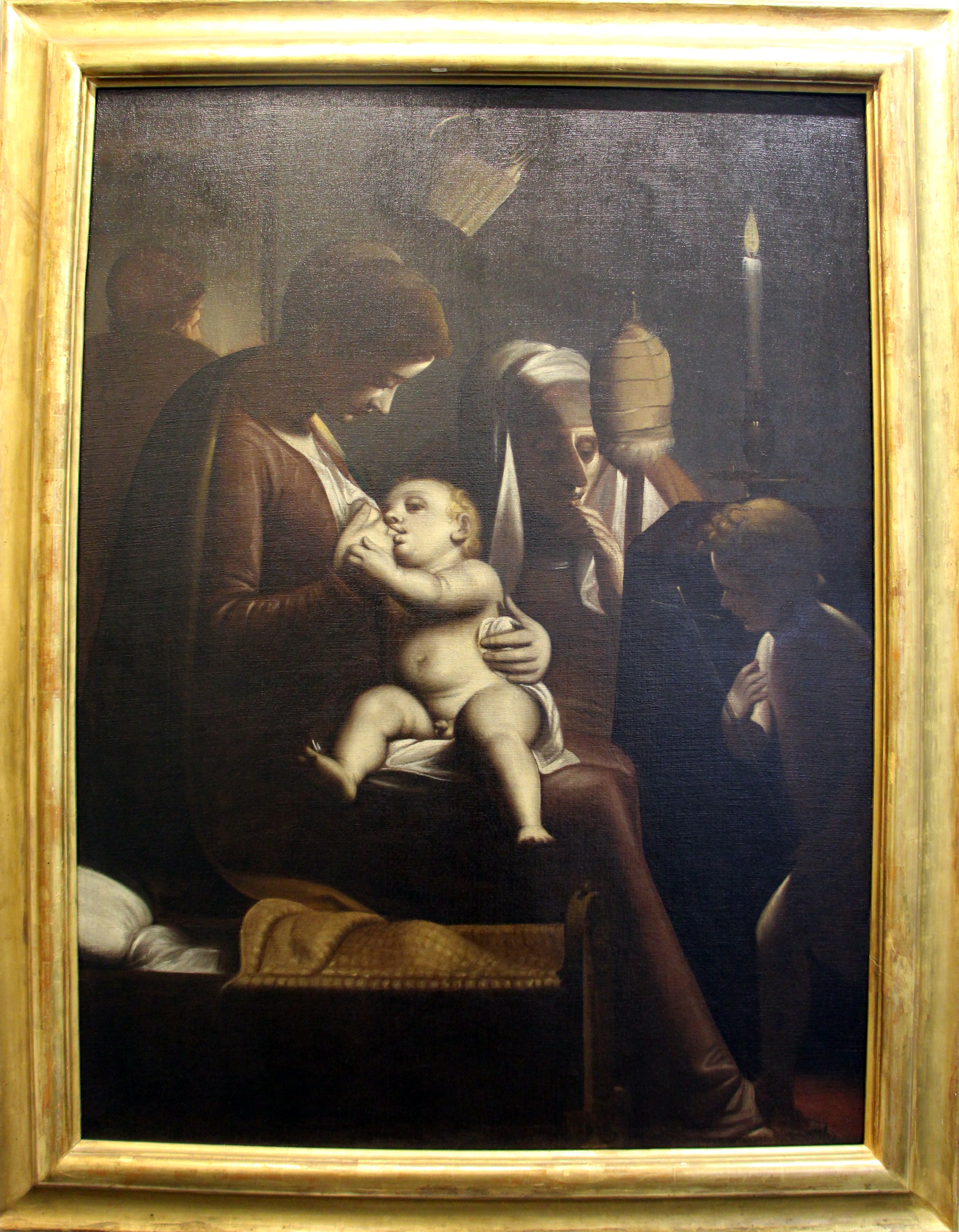
Luca Cambiaso, Madonna della candela
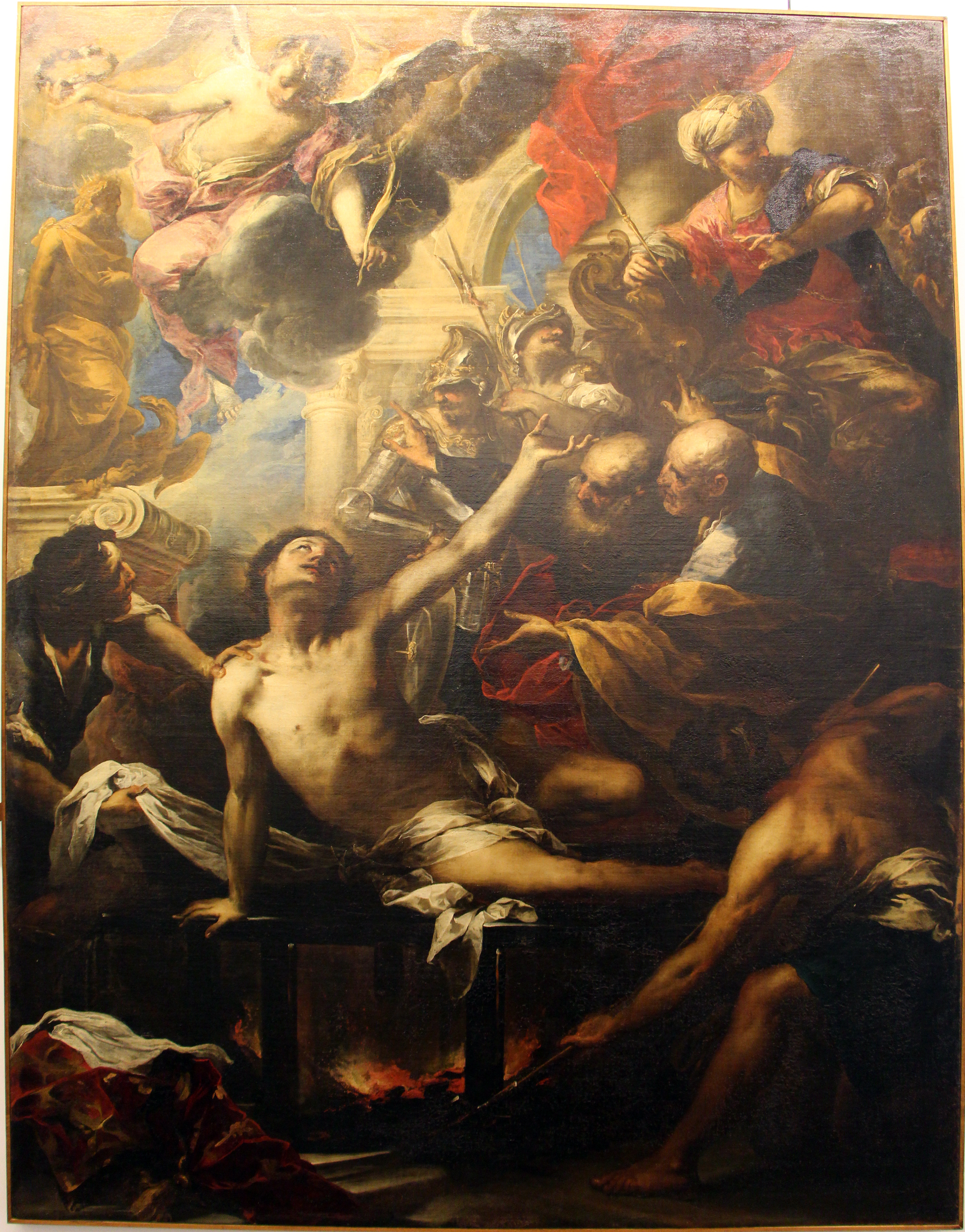
Valerio Castello, Martirio di s. Lorenzo